# David Christie (Politiker)

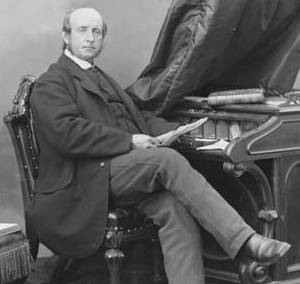
David Christie
Bild der Library and Archives Canada

David Christie, PC (* 1. Oktober 1818 in Edinburgh, Schottland; † 14. Dezember 1880 in Paris, Ontario) war ein kanadischer Politiker.

## Leben und Wirken
Christie wurde im schottischen Edinburgh geboren und kam 1833 mit seiner Familie nach Kanada. Im Jahre 1852 wurde er in der vierten Wahlperiode in das Abgeordnetenhaus der Provinz Kanada gewählt, dem er auch in den folgenden beiden Wahlperioden bis Juni 1861 als gewählter Abgeordneter angehörte. Er stand regelmäßig mit George Brown in Kontakt, der in Toronto die Zeitung The Globe herausgab.
Im Herbst 1849 gehörte David Christie zu den Gründern der politischen Bewegung Clear Grit der liberalen Landbevölkerung. Zusammen mit anderen dieser Bewegung nahestehenden Personen setzte er sich dafür ein, das beispielsweise eine größere Anzahl der Regierungsangehörigen gewählt würde. Auch der Begriff Clear Grit selbst geht nach den Angaben von Charles Dent auf Christie zurück. Er verweist auf eine Diskussion zwischen Christie und George Brown, in der Christie Reformer, die vergleichbar Brown der Zeit hinterherhinken, mit dem Begriff „We want only men who are Clear Grit“ beschreibt (dt. etwa: Wir wollen nur Leute, die wie sauberer Sand sind.).
1858 wurde Christie in das Oberhaus (Legislative Council) der Provinz Kanada gewählt. 1867 wurde er als Vertreter von Erie, Ontario, in den neuen kanadischen Senat berufen, in dem er die Liberale Partei Kanadas bis zu seinem Tod im Jahr 1880 vertrat. Mit der Berufung in den Senat durfte er den Ehrentitel the Honourable führen. Von 1873 bis 1874 war er als Mitglied der kanadischen Regierung im Amt des Secretary of State für die Verbindung zur Regierung der Kolonialmacht Großbritannien verantwortlich. Von 1874 bis 1878 nahm er das Amt des Senatssprechers wahr. Er verstarb 1880 in Paris, Ontario, an den Folgen der Erkrankung an einem Gangrän.